# 達米亞諾·大衛

達米亞諾·大衛（Damiano David；1999年1月8日—）是義大利歌手，出生於羅馬。大衛是搖滾樂團天際月光樂團（Måneskin）的主唱，2021年他帶領樂團以〈閉嘴 乖乖聽話〉（Zitti e buoni）一曲贏得該年的歐洲歌唱大賽冠軍。

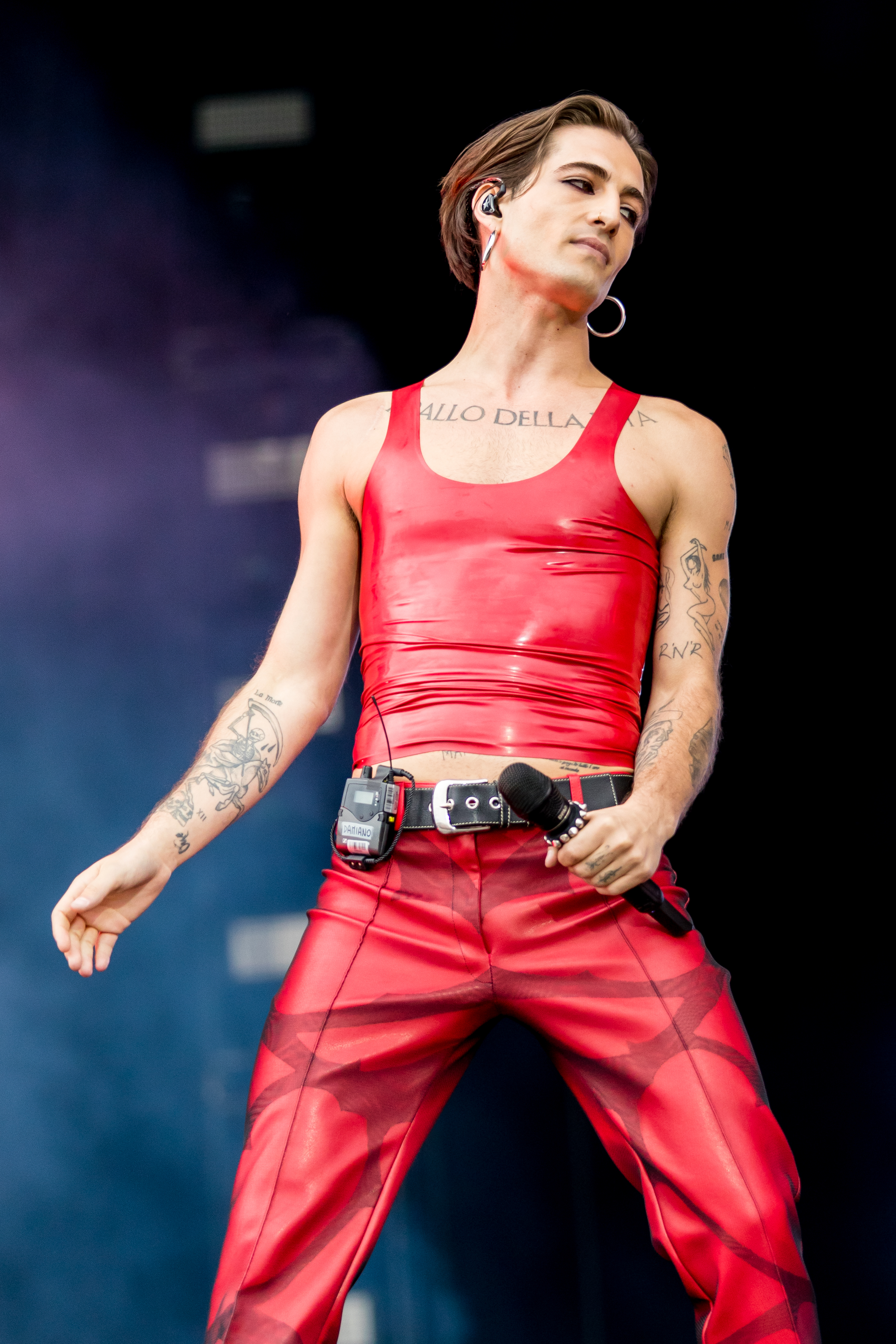
達米亞諾·大衛